# Alfred Senze
Alfred Senze (ur. 15 lipca 1911 w Tarnopolu, zm. 17 sierpnia 1993 w Wuppertalu) – polski naukowiec, lekarz weterynarii, specjalizujący się w położnictwie i patologii rozmnażania.

## Życiorys
Urodził się w 1911 r. w Tarnopolu, gdzie spędził dzieciństwo i wczesną młodość. Po zdanej maturze podjął studia na Akademii Medycyny Weterynaryjnej we Lwowie, które ukończył w 1939 r. Następnie podjął pracę w macierzystej uczelni, którą kontynuował w czasie II wojny światowej. Po jej zakończeniu przeniósł się do Wrocławia, gdzie zorganizował Wydział Medycyny Weterynaryjnej Uniwersytetu Wrocławskiego. W 1945 r. uzyskał stopień naukowy doktora medycyny weterynaryjnej, a pięć lat później – profesora nadzwyczajnego. W latach 1948–1975 kierował Katedrą Rozrodu Zwierząt i Kliniki Położniczej. Piastował funkcję prorektora ds. nauczania (1951–1954) Wyższej Szkoły Rolniczej we Wrocławiu, a następnie jej rektora w latach 1954–1955 i 1959–1965. W 1960 r. uzyskał tytuł profesora zwyczajnego.
Był autorem 160 pozycji naukowych z zakresu położnictwa, patologii rozrodu, rozrodu zwierząt, fizjopatologii gruczołu mlekowego, andrologii weterynaryjnej opublikowanych w kraju i zagranicą. Prekursor w dziedzinie metod operacyjnego leczenia nawykowego wypadania pochwy u krów ciężarnych i zamykania powłok brzusznych przy cięciu cesarskim u tych zwierząt. Członek Polskiego Towarzystwa Nauk Weterynaryjnych, Polskiego Towarzystwa Fizjologicznego i International Society for Moor. Jego wieloletnia działalność naukowa, dydaktyczna i organizacyjna została oceniona wysoko i wyróżniona nagrodą Rektorów Wyższych Uczelni Wrocławia w 1981 r. oraz wieloma nagrodami Ministra Nauki i Szkolnictwa Wyższego i odznaczeniami państwowymi. 
Zmarł w 1993 w Wuppertalu i został pochowany na wrocławskim cmentarzu św. Wawrzyńca przy ul. Bujwida we Wrocławiu.

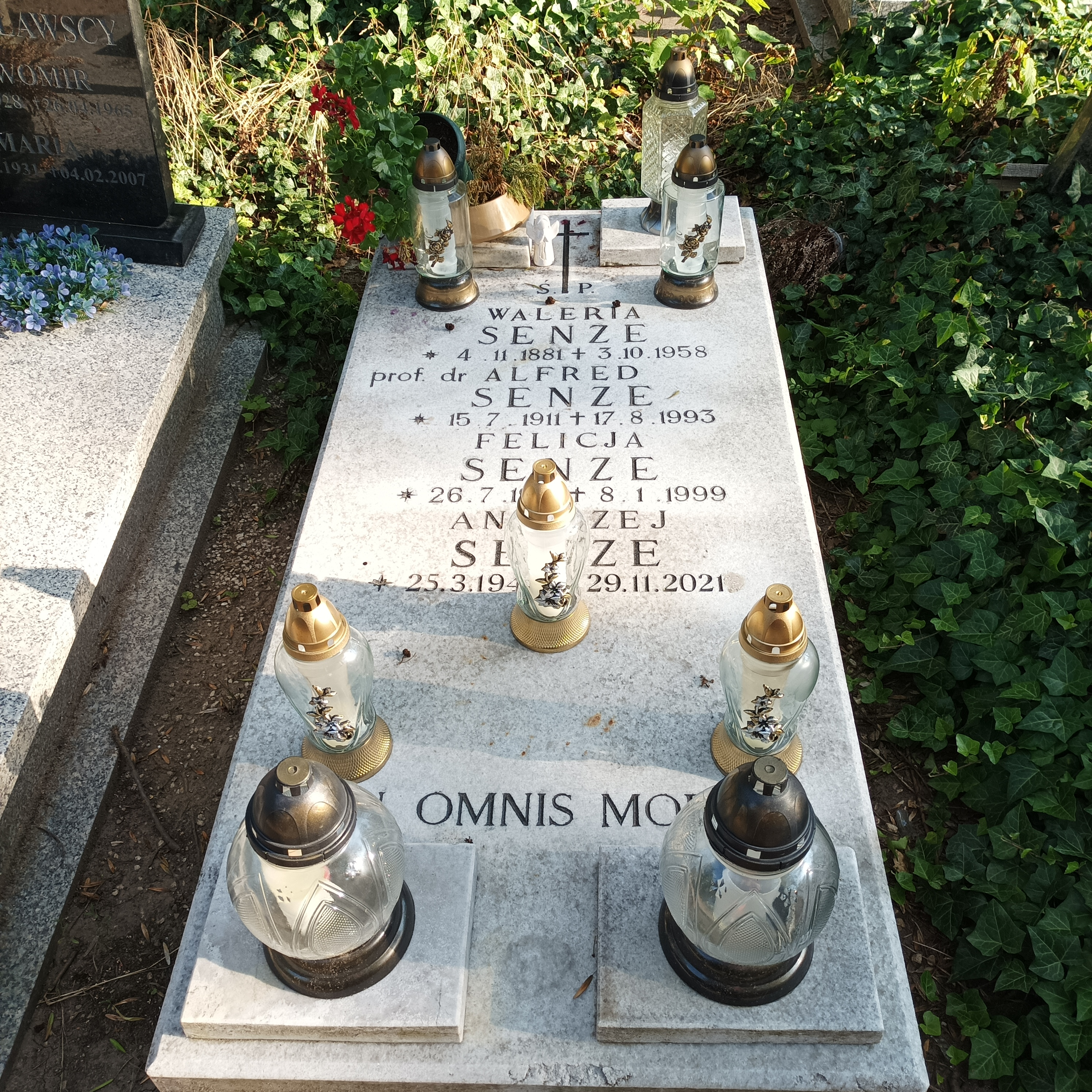
Grób prof. Alfreda Senze na Cmentarzu św. Wawrzyńca we Wrocławiu

## Członkostwo
- honorowy członek Dolnośląskiego Zrzeszenia Lekarzy i Techników Weterynaryjnych;
- honorowy członek Dolnośląskiej Izby Lekarsko-Weterynaryjnej;
- Polskie Towarzystwo Nauk Weterynaryjnych,
- Wrocławskie Towarzystwo Naukowe,
- Polskie Towarzystwo Fizjologiczne,
- International Society for Moor.